# Edward Russell Ayrton

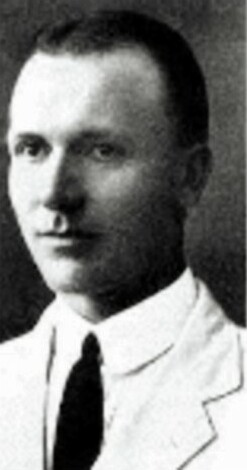
Edward Russell Ayrton

Edward Russell Ayrton, auch Edward R. Ayrton, (* 17. Dezember 1882 in Wuhu, China; † 18. Mai 1914 in Ceylon) war ein britischer Ägyptologe.

## Leben und Wirken
Seine Eltern waren William Scrope Ayrton, Konsularangestellter in China, und Ellen Louisa Mc Clatchie. Seine Schulausbildung erhielt er in der St. Paul’s School in London. Ayrton begann seine Tätigkeit für den Egypt Exploration Fund als Assistent von William Matthew Flinders Petrie von 1902 bis 1904 bei dessen Ausgrabung in Abydos. Hier erlernte er dessen systematische und methodische Vorgehensweise in der Archäologie.
Ayrtons erste eigene Ausgrabung war das Gelände von Shunet ez Zebib (Abydos). Später grub er gemeinsam mit William L. S. Loat in Ghurab.
1904 bis 1905 arbeitete er in Deir el-Bahari im Ausgrabungsteam von Édouard Naville und Henry Reginald Holland Hall, die dort mit der Freilegung des Tempels von Mentuhotep II. beschäftigt waren sowie den umliegenden Gräbern von königlichen Prinzen und Prinzessinnen.
Er arbeitete von 1905 bis 1908 für Theodore M. Davis im Tal der Könige. Zu den Entdeckungen für Davis zählen die Gräber von Ramses IV. (KV2), Siptah (KV47), Haremhab (KV57) sowie die bekannten „Tiergräber“ (KV50–KV52) und das als „Balsamierungsdepot“ bezeichnete KV54.
Auch Grab Nummer 55, dessen Grabinhaber nicht bestimmt werden konnte, wurde von ihm entdeckt. Davis schrieb dieses Grab 1910 in seiner Veröffentlichung der Königin Teje zu. Spätere Untersuchungen der Überreste erwiesen aber, dass es sich um einen männlichen Toten handelte. Die magischen Ziegel mit seinem Namen, die Inschriften mit seinen Titeln und nicht zuletzt die Zerstörung von Gesicht und Namenskartuschen auf dem Sarg führten zu vielen Spekulationen: war man auf das Grab des verfemten Ketzerkönigs Echnaton gestoßen? Leider gilt die Ausgrabung von KV55 als eine der am schlechtesten durchgeführten und dokumentierten im Tal der Könige überhaupt. Die offizielle Veröffentlichung von Davis und Ayrton ist oberflächlich, teilweise ungenau und enthält nicht einmal einen Plan des Grabes. Ohne gesicherten archäologischen Befund bleibt die Geschichte des Grabes auch heute noch weitgehend im Dunkeln.
Daneben machte er aber auch eine der berühmtesten „Davis-Entdeckungen“: einen kleinen Fayencebecher mit dem Thronnamen Tutanchamuns. Das besondere daran war die Tatsache, dass bis zu diesem Zeitpunkt das Grab des Tutanchamun noch nicht entdeckt war und dieser Becher somit einer der ersten Hinweise auf die Existenz dieses Königs und seines Grabes war.
1908 bis 1909 arbeitete er wieder mit Loat in Abydos und legte Gräber aus der 6. Dynastie frei. Später erforschten sie dann die Nekropole El Mahasna.
1911 verließ Ayrton Ägypten und nahm eine Stellung beim Archaeological Survey of Ceylon an. Er ertrank 1914 während einer Jagdexpedition in Ceylon im Fluss Menik in der Nähe von Monaragala.

## Veröffentlichungen (Auswahl)
- Discovery of the tomb of Si-ptah in the Bibân el Molûk, Thebes. In: Proceedings of the Society of Biblical Archaeology. Band 28, 1906, ZDB-ID 209191-4, S. 96 (Digitalisat).
- The Excavation of the Tomb of Queen Tîyi, 1907. In: The tomb of Queen Tîyi. Constable & Co., London 1910, S. 7–10 (Digitalisat; Nachdruck KMT Communications, San Francisco CA 1990, ISBN 1-879388-00-6).
- mit William L. S. Loat: Pre-dynastic cemetery at El Mahasna (= Memoir of the Egypt Exploration Society. Band 31, ISSN 0307-5109). Paul / Trench / Trübner u. a., London 1911 (Digitalisat).
- The Date of Buddhadasa of Ceylon from a Chinese Source. In: Journal of the Royal Asiatic Society of Great Britain and Ireland. 1911, ISSN 0035-869X, S. 1142–1144, JSTOR:25189966.